# Carcharoth
In J.R.R. Tolkiens Midden-aarde was Carcharoth, wat vertaald 'messenklauw' betekent, de grootste wolf van Morgoth. Hij bewaakte de deuren van Angband en werd ook wel Anfauglir genoemd, wat 'dorstende kaken' betekent. Een derde, minder bekende naam is 'Roodmuil'.
Als nazaat van Draugluin, de eerste weerwolf, en gevoed met het vlees van Elfen en mensen was Carcharoth de machtigste van zijn soort. Beren en Lúthien moesten langs hem zien te komen in hun queeste voor de Silmarillen. Lúthien wist de grote wolf te betoveren, maar toen zij terugkwamen was Carcharoth weer bij zinnen. Beren hield zijn hand naar voren met de Silmaril erin, doch Carcharoth beet deze eraf.
De Silmaril dreef hem gek en hij zwierf door Beleriand en kwam uiteindelijk in Doriath terecht, waar hij de Gordel van Melian passeerde. Men organiseerde een jacht op de wolf waar Beren Erchamion, Elu Thingol, Beleg Cúthalion, Mablung en de grote hond Huan aan meededen. Carcharoth werd gedood, maar ook Beren en Huan lieten het leven. De Silmaril werd naderhand nog intact gevonden in de buik van het grote beest.

## Vergelijkbaar
Tolkiens verhaal doet denken aan de Germaanse legende over de god Týr, die zijn hand verloor door toedoen van de wolf Fenrir.